# Gare d’Harfleur-Halte
Gare d’Harfleur-Halte vasútállomás Franciaországban, Harfleur településen.

## Vasútvonalak
Az állomást az alábbi vasútvonalak érintik:
- Havre-Graville–Tourville-les-Ifs-vasútvonal

## Kapcsolódó állomások
A vasútállomáshoz az alábbi állomások vannak a legközelebb:
- Gare du Havre-Graville
- Gare de Jacques-Monod-la-Demi-Lieue